# Sidsjöns sjukhus

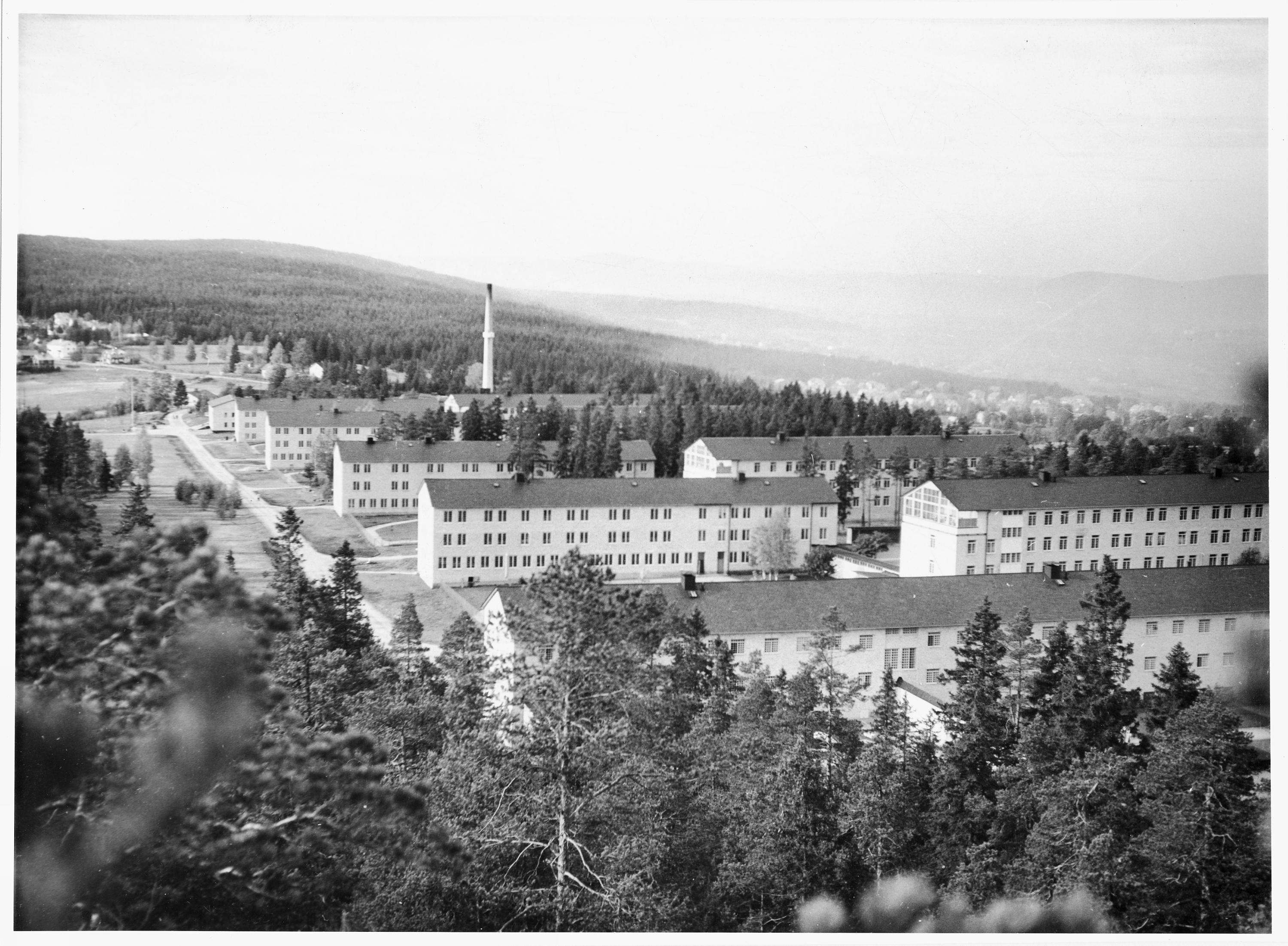
Sidsjöns sjukhus

Sidsjöns sjukhus var ett mentalsjukhus som låg vid Sidsjön utanför Sundsvall. Sjukhuset lades ned år 2001 och området är omvandlat till bostäder, skolor, vårdcentral, och flyktingförläggning.
Det uppfördes och öppnades 1943 efter ritningar av Hakon Ahlberg, och betraktades då som mycket modernt. Vid öppnandet fanns 902 patientplatser och en personalstat på 265, med en läkare per 131 patienter. Till chef för det nya sinnessjukhuset hade Medicinalstyrelsen utsett läkaren Einar Osterman. Mest bekant blev specialavdelningen, den så kallade specialen, sedan 1967 benämnd Klinik 3 som låg i östra delen av området, där upp till 102 personer vårdades efter att ha överlämnats enligt § 5:5 i strafflagen. Sjukhuset ersattes 2001 av Rättspsykiatriska regionkliniken i Sundsvall.
Sjukhuset gick i funktionalistisk stil. Flera av byggnaderna är idag ombyggda. Det finns två skolor i området, Sundsvalls Montessoriskola och Sidsjö Fristående Grundskola (SFG). Det finns även fyra förskolor i byggnaderna, Förskolan Optimus, Blå Draken, Sundsvalls Montessoriförskola och Föräldrakooperativet Kullerbyttan Förskola. I området finns också Sidsjö vårdcentral, Sidsjö hotell och konferens, restaurang Gårdshuset och plusboende.